# Lewis F. Powell

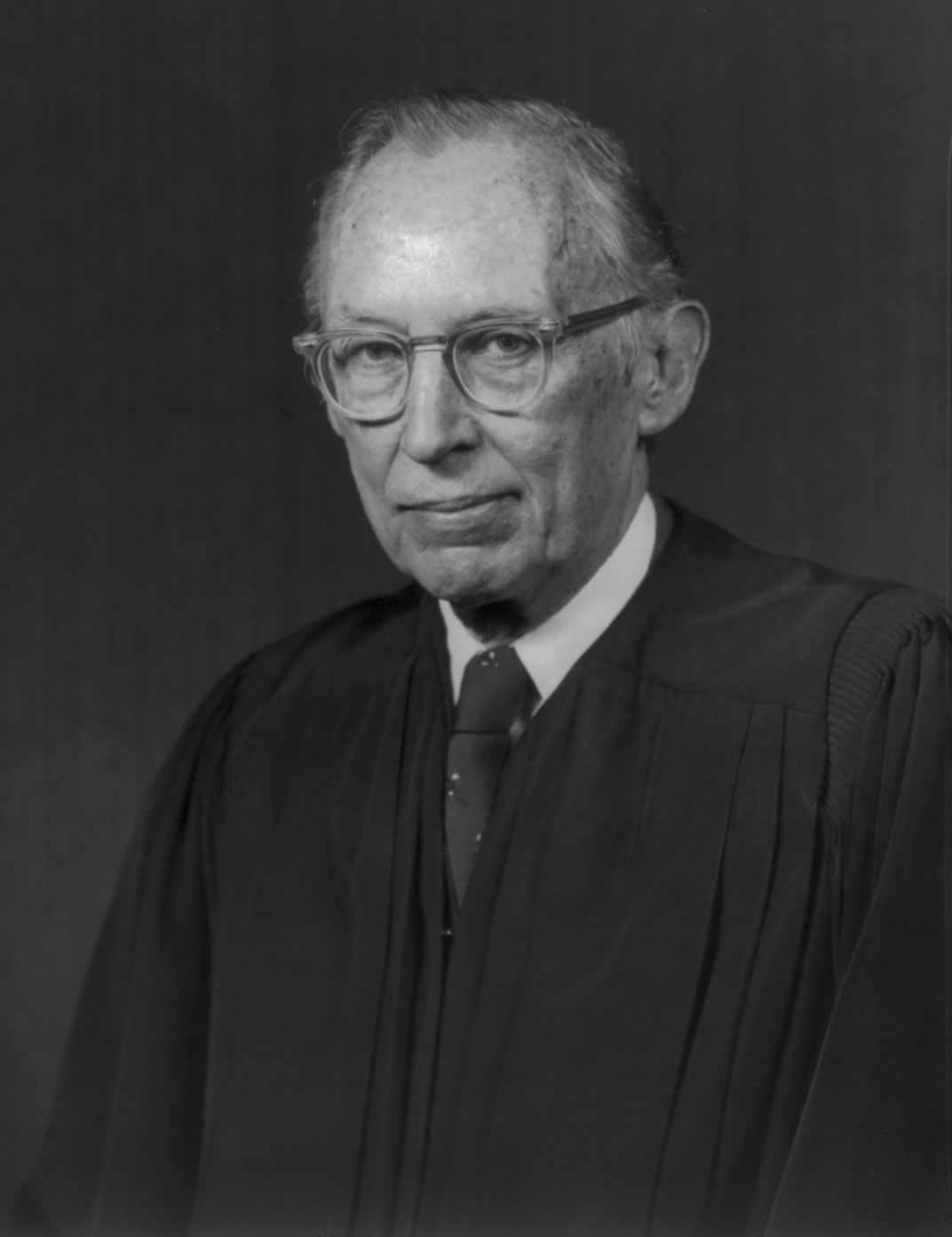
Lewis F. Powell (1976)

Lewis Franklin Powell, Jr. (* 19. September 1907 in Suffolk, Virginia; † 25. August 1998 in Richmond, Virginia) war ein Richter am Obersten Gerichtshof der Vereinigten Staaten.

## Biografie
Nach dem Schulbesuch studierte er an der Washington and Lee University, die er 1929 mit einem Bachelor abschloss, und danach an der Law School der WLU, die er 1931 beendete. Ein weiteres Postgraduiertenstudium an der Harvard Law School beendete er 1932 mit einem Master of Arts (M.A.). Anschließend war er als Rechtsanwalt tätig.
Während des Zweiten Weltkrieges leistete er seinen Militärdienst in der U. S. Army und wurde nach Einsätzen in Europa und Nordafrika zum Oberst befördert. Für seine militärischen Verdienste wurde er mit dem Bronze Star sowie dem Croix de guerre ausgezeichnet.
Nach dem Zweiten Weltkrieg war er wiederum als Rechtsanwalt tätig und als solcher auch 1964 bis 1965 Präsident der Amerikanischen Anwaltsvereinigung (American Bar Association). Von 1969 bis 1970 war er ferner Präsident des College der Prozessanwälte (American College of Trial Lawyers).
Am 7. Januar 1972 wurde er von US-Präsident Richard Nixon zum Richter (Associate Judge) am Obersten Gerichtshof der Vereinigten Staaten nominiert. Dieses Amt hatte er bis zu seinem Rücktritt aus gesundheitlichen Gründen am 26. Juni 1987 inne.
Im Jahr 1989 wurde er in die American Academy of Arts and Sciences gewählt.
Während seiner Amtszeit als Richter wirkte er als Vertreter der Mehrheitsmeinung bei folgenden bedeutenden Entscheidungen mit:
- Roe v. Wade (1973)
- United States v. Nixon (1974)
- Gregg v. Georgia (1976)
- Chevron U.S.A. v. Natural Resources Defense Council (1984)
- Bowers v. Hardwick (1986)

## Memorandum
Am 23. August 1971 wurde Powell von seinem Nachbarn, engen Freund und seinerzeitigen Bildungsdirektor der US-Handelskammer Eugene B. Sydnor Jr. damit beauftragt, ein vertrauliches Memorandum mit dem Titel „Angriff auf das amerikanische Freihandelssystem“ zu verfassen, um die amerikanischen Wirtschaftsunternehmen zur Handelskammer zurückzuholen – es wurde eine antikommunistische, Anti-New-Deal-Blaupause für konservative Geschäftsinteressen. Das Werk beruhte zum Teil auf Powells Reaktion auf die Arbeiten des Aktivisten, Anwalts und Verbraucherschützers Ralph Nader. Dieser verfasste 1965 ein Exposé mit dem Titel Unsafe at Any Speed („Unsicher bei jeder Geschwindigkeit“) über General Motors, in dem er einen Schwerpunkt darauf legte, dass die US-Autoindustrie ihren Profit über die Sicherheit stelle. Das Exposé gilt als Auslöser für die US-amerikanische Verbraucherbewegung. Powell sah darin eine Unterminierung des Vertrauens der Amerikaner in die Unternehmen und einen weiteren Schritt in die Schieflage des Sozialismus. Powells Erfahrungen als Unternehmensanwalt und Direktor im Verwaltungsrat von Phillip Morris von 1964 bis zu seiner Ernennung zum Richter des Obersten Gerichtshof durch Richard Nixon machten ihn zu einem Vorkämpfer der Tabakindustrie, die gegen die wachsenden wissenschaftlichen Beweise im Zusammenhang mit dem Rauchen und den Todesfällen von Krebs wetterte. Er argumentierte erfolglos, dass die Rechte der Tabakkonzerne verletzt würden, wenn Nachrichtenorganisationen dem Leugnen des Zusammenhangs mit Krebs seitens der Industrie keine Glaubwürdigkeit verliehen hätten. Das war der Punkt, an dem Powell begann, sich auf die Medien als „voreingenommene Agenten des Sozialismus“ zu konzentrieren.
In dem Memo wurde gefordert, dass die amerikanischen Konzerne aggressiver werden sollten, wenn es darum gehe, das Denken der Gesellschaft in den USA über Wirtschaft, Regierung, Politik und Recht zu formen. Es führte bei wohlhabenden Familien und deren Erben sowie früheren amerikanischen Industriellen wie Richard Mellon Scaife, der im Ölgeschäft ein Vermögen anhäufte, oder auch bei den Gründern H. Smith und G. J. Richardson von der Hustenmedizin-Dynastie dazu, dass deren private Wohltätigkeitsorganisationen genutzt wurden, um sich der 1964 von Scaife gegründeten Karthago Foundation anzuschließen.
Das Powell-Memorandum wurde so zum Entwurf des Aufstiegs der amerikanischen konservativen Bewegung und der Bildung eines Netzwerks einflussreicher rechter Think Tanks und Lobbyorganisationen wie der Heritage Foundation und des American Legislative Exchange Council (ALEC) und inspirierte die US-Handelskammer, deutlich politischer aktiv zu werden. CUNY-Professor David Harvey führt den Aufstieg des Neoliberalismus in den USA auf dieses Memo zurück.
Powell argumentierte: „Die beunruhigendsten Stimmen, die sich dem Chor der Kritik anschlossen, stammten von durchaus respektablen Elementen der Gesellschaft: von Universitäten, den Kanzeln der Kirchen, den Medien, den intellektuellen und literarischen Zeitschriften, den Künsten und Wissenschaften und von Politikern.“ In dem Memorandum sprach sich Powell für eine „ständige Überwachung“ von Lehrbüchern und Fernsehinhalten sowie für eine Säuberung linker Elemente aus. Er nannte den Verbraucheranwalt Nader als den Hauptantagonisten der amerikanischen Wirtschaft. Powell forderte die Konservativen auf, ein nachhaltiges Programm für die Medienarbeit zu verfolgen. Dazu gehörten die Förderung von Wissenschaftlern, die an das System des freien Unternehmertums glauben, Bücher und Papiere – von populären bis hin zu wissenschaftlichen Zeitschriften – zu veröffentlichen und so die öffentliche Meinung zu beeinflussen.
Obwohl das Memo für Sydnor bei der Handelskammer vertraulich geschrieben wurde, wurde es von Jack Anderson entdeckt, einem Kolumnisten der Washington Post. Ein Jahr später berichtete Anderson über den Inhalt (Powell war schon zum Obersten Gerichtshof berufen worden). Anderson behauptete, dass Powell versucht habe, das demokratische System des USA zu untergraben. Das Memo konnte jedoch auch so interpretiert werden, dass es lediglich die Sicht der Unternehmen auf sich selbst in Bezug auf Regierungs- und Interessengruppen betreffe sowie nur das damalige Denken unter den Geschäftsleuten vermittle. Der eigentliche Beitrag des Memos war vielmehr der folgenreiche Aufbau von gleichgesinnten Institutionen, insbesondere die Wiederaufnahme der Bemühungen der Handelskammer die Bundespolitik zu beeinflussen. Hier war es eine treibende und motivierende Kraft für die Handelskammer und andere Gruppierungen, ihre Bemühungen hinsichtlich der Lobbyarbeit bei der Bundesregierung zu modernisieren. Den Richtlinien des Memos folgend nahm die Anzahl von konservativen Organisationen stark zu, die Geld in Think-Tanks steckten. Der Aufstieg dieser „konservativen Philanthropie“ in den 1970er und 1980er Jahren führte zur „konservativen intellektuellen Bewegung“ und ihrem zunehmenden Einfluss auf den politischen Diskurs des Mainstreams und trug entscheidend zum Wirken des American Enterprise Institute und der Heritage Foundation bei.
Siehe auch: Conservative Manifesto, Konservative Koalition, Konservative Revolution und Tea-Party-Bewegung